# Tort

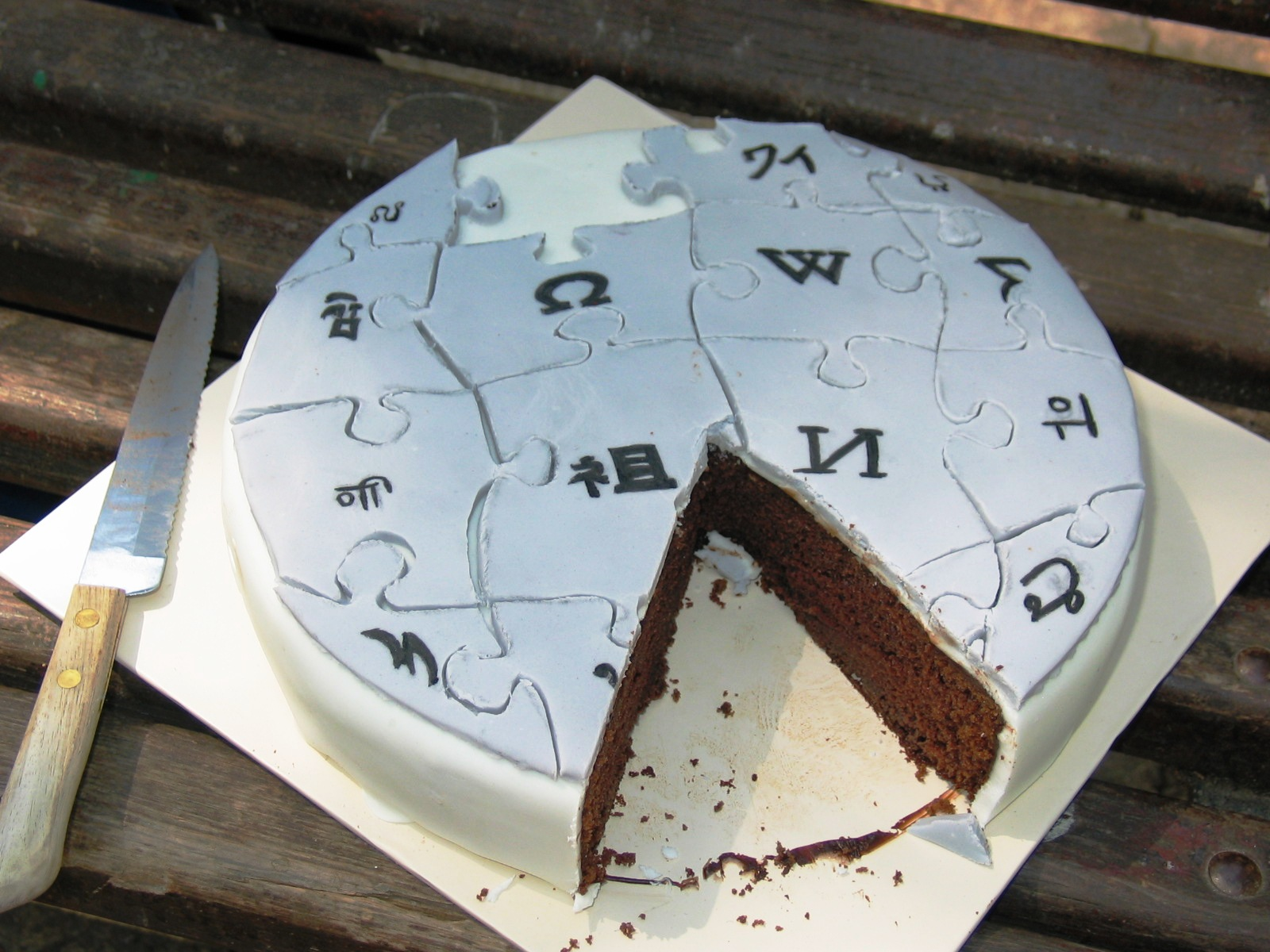
Tort decorat cu sigla Wikipedia

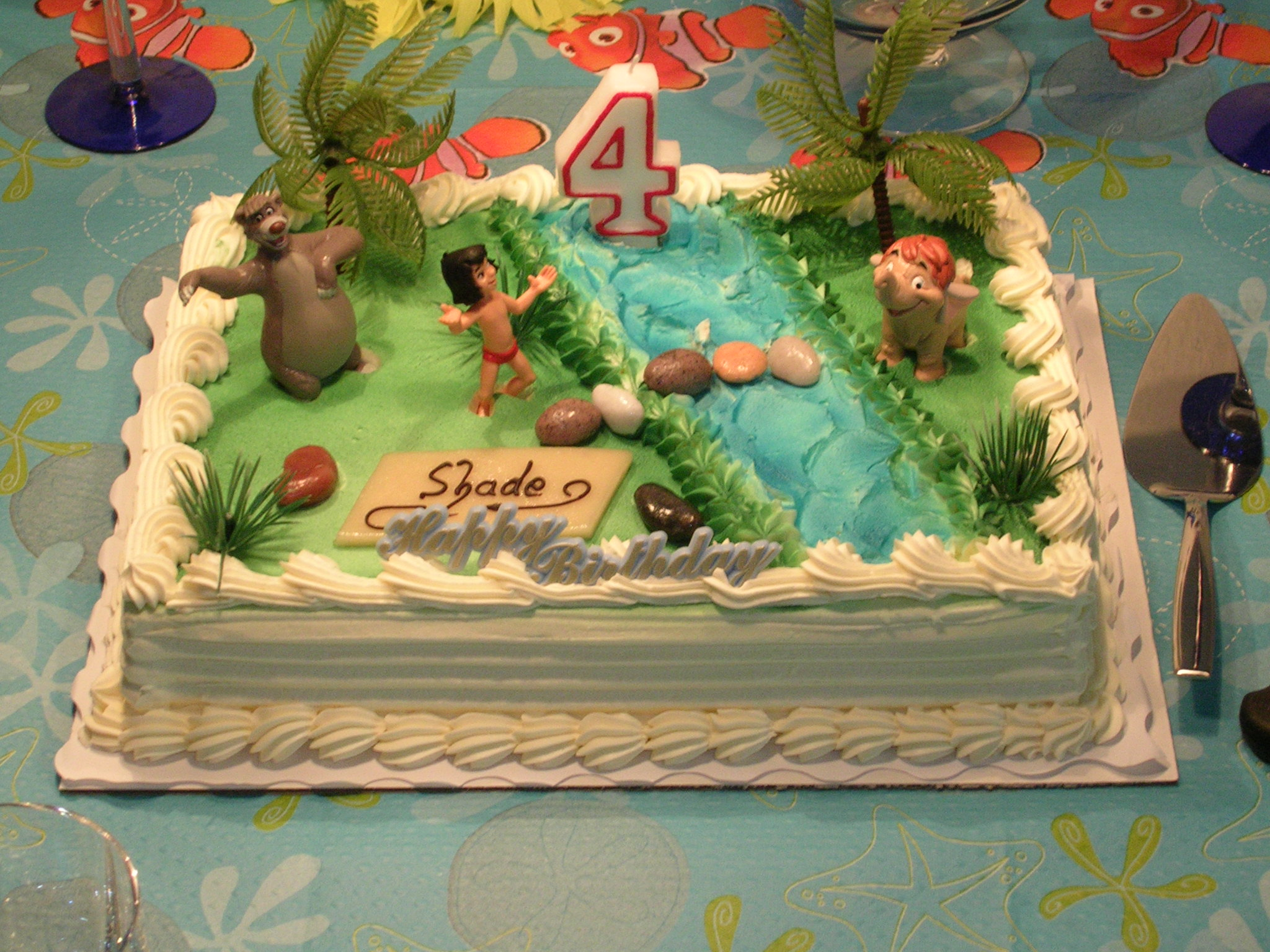
Tort pentru copii

Tortul (din italiană Torta - cu sensul de pâine rotundă) este un produs fin de patiserie. Acest desert este format din una sau mai multe prăjituri (uneori biscuiți) înmuiate în cremă sau gem. Partea superioară a tortului este, de obicei, decorată cu cremă de glazură și/sau fructe.
În mod tradițional, torturile sunt rotunde, dar există și torturi din prăjituri coapte în forme dreptunghiulare, mai ales cele din producția industrială.
Tortul este consumat la diferite sărbători tradiționale cum ar fi nunți, aniversări și alte evenimente festive.
Tortul de nuntă este realizat cu mai multe etaje și deasupra se pun figuri ale mirilor. Pe torturile aniversare se pune un număr de lumânări egal cu vârsta celui sărbătorit. Sau această vârstă poate fi reprezentată cu lumânări în formă de cifre.